# تاتارستان
جمهوری تاتارستان 
(به تاتاری: Татарстан)(به روسی: Респу́блика Татарста́н, Respublika Tatarstan) یکی از جمهوری‌های روسیه است. پایتخت تاتارستان شهر کازان است.

## انواع واژگان
در نوعی دیگر، نام تاتارستان Tatarstan Cömhüriäte/Татарстан Җөмһүрияте خوانده می‌شود. اما این نام رسمی نیست. به الفبای لاتین روسی نام تاتارستان،Respublika Tatarstan نوشته می‌شود؛ در نوع (قدیمی) الفبای روسی، نام تاتارستان Тата́рия (تاتاریا) که در زمان شوروی بدان جمهوری خودمختار سوسیالیستی تاتار شوروی نیز می‌گفتند.

## تاریخ
تاتارها یکی از بزرگترین قومهای ترک‌زبان اما تحت نفوذ فرهنگ ایرانی ها می‌باشند که در سراسر روسیه و برخی دیگر از جمهوریهای آسیای مرکزی و قفقاز پراکنده‌اند. قوم تاتار زمانی به مردم ساکن حاشیه رود ولگا و شبه جزیره کریمه گفته می‌شد. نخستین دولتی که در منطقه تاتارستان کنونی تأسیس گردید بلغاریای ولگا نام داشت که در فواصل قرون ۷ تا ۱۳ میلادی بر این سرزمین و برخی مناطق پیرامونی آن حکمروایی می‌کرد. این دولت مناسبات تجاری خود را بر حوزه‌های وسیعی از اوراسیا، خاورمیانه و منطقه بالتیک گسترانیده بود.
اسلام نخستین بار توسط مبلغین مسلمان که در سال ۹۲۲ میلادی از بغداد گسیل شده بودند، به مردمان این منطقه معرفی گردید.
با هجوم ارتش مغول در اواخر دهه ۱۲۳۰ میلادی، دولت بولغاریا ولگا منقرض گردید و متعاقب آن با تجزیه حکومت اردوی زرین ترکان و تاتارها، مردم تاتار در مناطق قازان، آستاراخان، سیبری، کاسیمو، کریمه، مشچِری و ناگای استپس پراکنده شدند. اما مجدداً در دهه ۱۴۳۰ میلادی این منطقه به عنوان پایگاه خانات قازان استقلال خویش را بازیافت و شهر قازان به عنوان پایتخت این منطقه انتخاب گردید.
در دهه ۱۵۵۰ میلادی نیروهای ایوان مخوف، تزار روسیه منطقه تاتارستان را به تسخیر خویش درآوردند و تعدادی از اقوام تاتار از روی اجبار به دین مسیحیت گرویدند و کلیسای مسیحی نیز در قازان تأسیس گردید و بخش قابل توجهی از تاتارها هم برای فرار از فشارهای قومی و مذهبی دولت تزاری، راه مهاجرت را به سوی امتداد اورال پیش گرفتند. در قرن ۱۶ میلادی تقریباً تمامی مساجد این منطقه تخریب شد اما مجدداً در فواصل سالهای ۱۷۶۶ تا ۱۷۷۰ میلادی نخستین مسجد در دوره کاترین دوم در این جمهوری ساخته شد. حتی مهاجرت تاتارها در قرن نوزدهم نیز تداوم یافت و در این موج جدید مهاجرت بخشی از آنها راهی غرب سیبری و آسیای مرکزی شدند.
در قرن نوزدهم میلادی تاتارستان به مرکز تجدد تبدیل و با معرفی اسلام به عنوان دین تساهل و تسامح، روابط دوستانه‌ای با دیگر مردمان روسیه در پیش گرفته شد. اما با انقلاب اکتبر ۱۹۱۷، مذاهب به شدت سرکوب شدند و دین اسلام نیز از این امر مستثنی نبود.
در طی جنگهای داخلی که در فواصل سالهای ۱۹۱۸ تا ۱۹۲۰ ادامه داشت، ملی گرایان تاتاری تلاش کردند یک جمهوری مستقل (تحت نام دولت ایدل اورال) تأسیس نمایند. این جمهوری برای مدتی بس کوتاه برپا شد، لیکن توسط بلشویکها ساقط گردید و جمهوری خودمختار سوسیالیستی شوروی جای آن را گرفت؛ لذا دور جدید مهاجرت تاتارها در دوران شوروی در سال ۱۹۲۱ میلادی و به دنبال آن بروز قحطی، آغاز گردید. آخرین موج مهاجرت تاتارها هم در سال ۱۹۵۴ میلادی به سرزمین بکر قزاقستان به وقوع پیوست.
در حال حاضر تاتارها نه تنها در جمهوری تاتارستان، بلکه در سایر جمهوریها و مناطق ولگا - اورال و خصوصاً مسکو سکونت دارند. همچنین تاتارها در شرق و غرب سیبری، خاور دور، آسیای مرکزی، قزاقستان، اوکراین و جمهوریهای بالتیک زندگی می‌کنند. کل جمعیت تاتارها در داخل و خارج از تاتارستان در حدود ۹ میلیون نفر برآورد می‌شود.
تاتارستان در ۳۰ آگوست ۱۹۹۰ به عنوان یک دولت دارای حق حاکمیت، اعلام استقلال نمود. در طی سالهای ۱۹۹۱ تا ۱۹۹۴ تاتارستان یک دولت مستقل دوفاکتو (De facto) بود و در سال ۱۹۹۲ در یک همه‌پرسی، ۶۲% مردم این منطقه به استقلال از روسیه رای دادند. سرانجام تحت فشار کرملین، هیئت حاکمه وقت تاتارستان مجبور شدند از تعقیب موضوع استقلال خودداری ورزند و در نهایت به یک نوع خودمختاری در حد عالی از مسکو بسنده نمودند.
در ۱۵ فوریه ۱۹۹۴، قرارداد تفکیک اختیارات با دولت مرکزی روسیه و نیز توافقنامه دیگری در خصوص حدود اختیارات در حوزه روابط اقتصادی خارجی به امضاء رسید که به عنوان مبانی تقسیم وظایف و حیطه اختیارات دولت مرکزی روسیه و این جمهوری به حساب می‌آید.
بر همین اساس این جمهوری امکان برقراری ارتباط مستقیم با کشورهای متعددی را یافته‌است. کشورهای غربی از جمله آمریکا، آلمان، ایتالیا و ترکیه و جمهوری اسلامی ایران همکاری نزدیک اقتصادی با تاتارستان دارند. این جمهوری نیز ۱۴ نمایندگی در خارج از روسیه دارد.

## سیاست
تاتارستان دولتی است در ترکیب فدراسیون روسیه. این جمهوری بر اساس قانون اساسی فدراسیون روسیه، قانون اساسی جمهوری تاتارستان و قرارداد واگذاری دو جانبه اختیارات و وظایف، با فدراسیون روسیه متحد شده‌است. تاتارستان توسط رئیس‌جمهور اداره می‌شود.

## جمعیت‌شناسی
| قومیت گروه                                                                               | ۱۹۲۶ آمار | ۱۹۲۶ آمار | ۱۹۳۹ آمار | ۱۹۳۹ آمار | ۱۹۵۹ آمار | ۱۹۵۹ آمار | ۱۹۷۰ آمار | ۱۹۷۰ آمار | ۱۹۷۹ آمار | ۱۹۷۹ آمار | ۱۹۸۹ آمار | ۱۹۸۹ آمار | ۲۰۰۲ آمار | ۲۰۰۲ آمار | ۲۰۱۰ آمار | ۲۰۱۰ آمار |
| قومیت گروه                                                                               | تعداد     | %         | تعداد     | %         | تعداد     | %         | تعداد     | %         | تعداد     | %         | تعداد     | %         | تعداد     | %         | تعداد     | %         |
| ---------------------------------------------------------------------------------------- | --------- | --------- | --------- | --------- | --------- | --------- | --------- | --------- | --------- | --------- | --------- | --------- | --------- | --------- | --------- | --------- |
| تاتارها                                                                                  | ۱٬۲۶۳٬۳۸۳ | ۴۸٫۷٪     | ۱٬۴۲۱٬۵۱۴ | ۴۸٫۸٪     | ۱٬۳۴۵٬۱۹۵ | ۴۷٫۲٪     | ۱٬۵۳۶٬۴۳۰ | ۴۹٫۱٪     | ۱٬۶۴۱٬۶۰۳ | ۴۷٫۶٪     | ۱٬۷۶۵٬۴۰۴ | ۴۸٫۵٪     | ۲٬۰۰۰٬۱۱۶ | ۵۲٫۹٪     | ۲٬۰۱۲٬۵۷۱ | ۵۳٫۲٪     |
| روس‌ها                                                                                    | ۱٬۱۱۸٬۸۳۴ | ۴۳٫۱٪     | ۱٬۲۵۰٬۶۶۷ | ۴۲٫۹٪     | ۱٬۲۵۲٬۴۱۳ | ۴۳٫۹٪     | ۱٬۳۸۲٬۷۳۸ | ۴۲٫۴٪     | ۱٬۵۱۶٬۰۲۳ | ۴۴٫۰٪     | ۱٬۵۷۵٬۳۶۱ | ۴۳٫۳٪     | ۱٬۴۹۲٬۶۰۲ | ۳۹٫۵٪     | ۱٬۵۰۱٬۳۶۹ | ۳۹٫۷٪     |
| چواش                                                                                     | ۱۲۷٬۳۳۰   | ۴٫۹٪      | ۱۳۸٬۹۳۵   | ۴٫۸٪      | ۱۴۳٬۵۵۲   | ۵٫۰٪      | ۱۵۳٬۴۹۶   | ۴٫۹٪      | ۱۴۷٬۰۸۸   | ۴٫۳٪      | ۱۳۴٬۲۲۱   | ۳٫۷٪      | ۱۲۶٬۵۳۲   | ۳٫۳٪      | ۱۱۶٬۲۵۲   | ۳٫۱٪      |
| دیگر                                                                                     | ۸۴٬۴۸۵    | ۳٫۳٪      | ۱۰۴٬۱۶۱   | ۳٫۶٪      | ۱۰۹٬۲۵۷   | ۳٫۸٪      | ۱۱۲٬۵۷۴   | ۳٫۶٪      | ۱۴۰٬۶۹۸   | ۴٫۱٪      | ۱۶۶٬۷۵۶   | ۴٫۶٪      | ۱۶۰٬۰۱۵   | ۴٫۲٪      | ۱۵۰٬۲۴۴   | ۴٫۱٪      |
| ۱ ۶۰۵۲ نفر از مردم مسکون در تاتارستان در پایگاه داده‌های اداری قومیت را اعلام نکرده‌بودند. |           |           |           |           |           |           |           |           |           |           |           |           |           |           |           |           |